# Duct tape

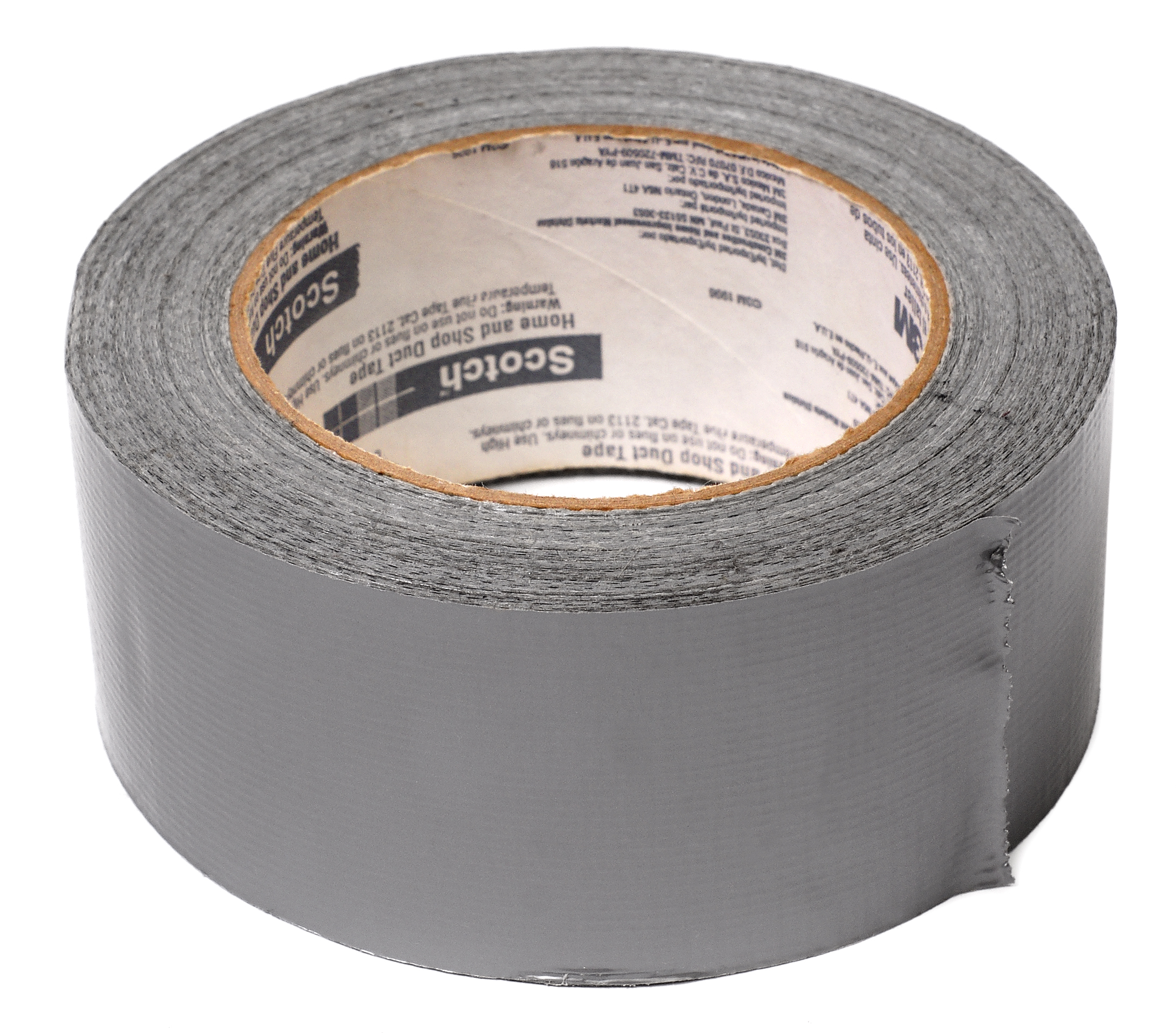
Un rouleau de duct tape « classique ».

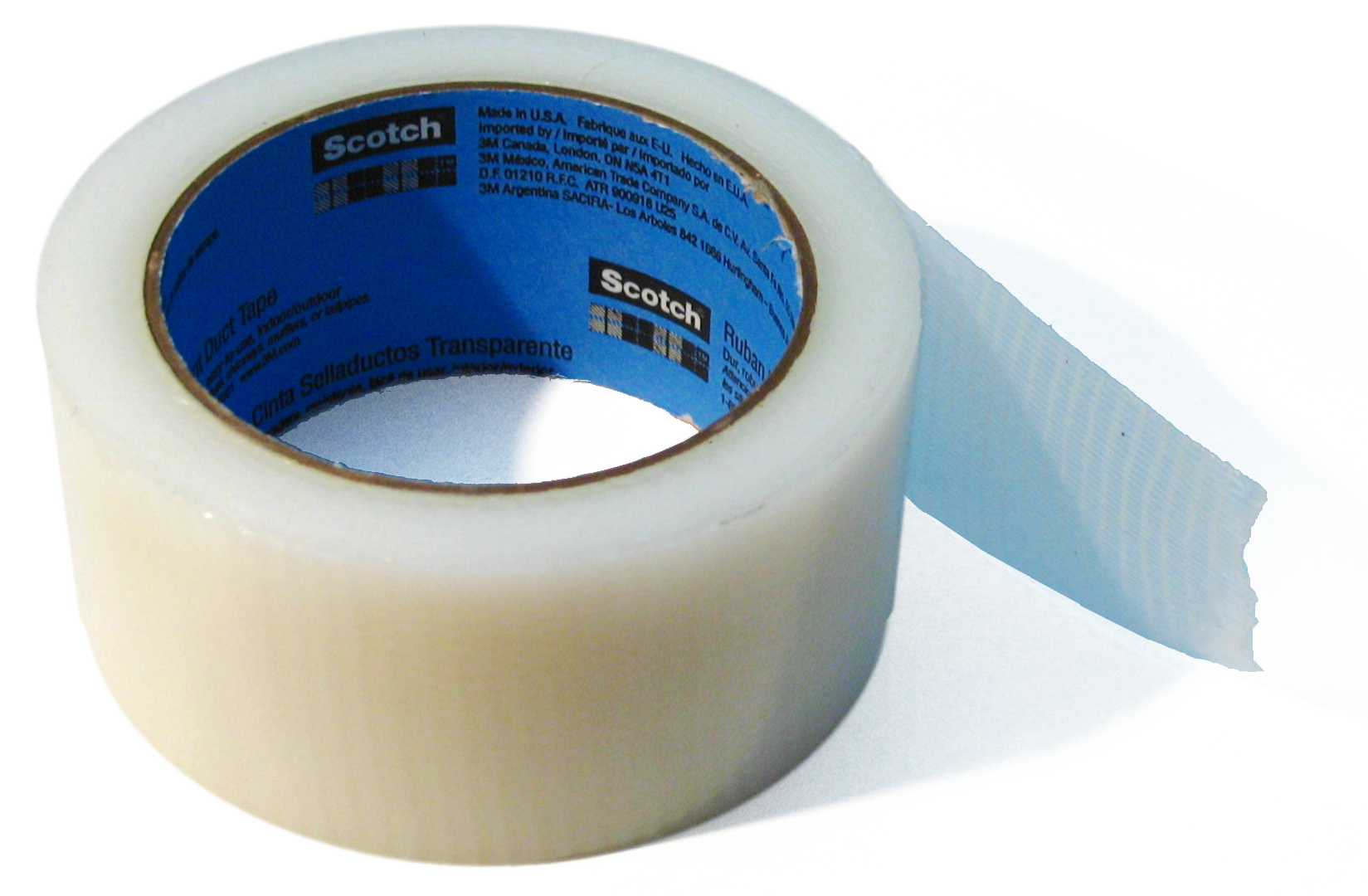
Du duct tape transparent 3M Scotch.

Le ruban à conduits,, ruban adhésif en toile, ruban adhésif entoilé, duct tape, ou duck tape, est un type de ruban adhésif toilé. Il est imperméable, souple, inextensible et possède un fort pouvoir adhésif. Il résiste à l'humidité et est déchirable à la main. Généralement, on le trouve en argent et en noir mais d'autres couleurs sont disponibles. Son caractère multifonction lui permet d'être utilisé aussi bien pour le bricolage, la rénovation ou la construction que pour l'art.

## Nom
Il tirerait son nom original, « duck tape »,  de l'anglais duck lui-même dérivé du néerlandais doek signifiant « tissu de coton ou de lin tissé serré ». Le « cotton duck (en) » est utilisé par Revolite, une division de Johnson & Johnson, pour fabriquer une bande adhésive très performante à la demande de l'armée américaine pendant la Seconde Guerre mondiale. Celle-ci résiste à l'eau et est conçue au départ pour sceller hermétiquement les boites de munitions. Elle se sectionne sans outil à la main, est très solide mais facile à retirer. On s'aperçoit rapidement que de multiples usages peuvent en être faits, notamment pour réparer provisoirement et rapidement l'équipement, les véhicules, ou même l'armement des forces armées. De couleur vert olive, la « duck tape » est vite adoptée par les soldats.
Une recherche de Jan Freeman du Boston Globe au sujet de l'origine du nom duct tape ou duck tape conclut cependant que rien n'est certain quant à l'origine du nom, tel que raconté par diverses sources.

## Historique
Après la guerre, la bande adhésive toilée est vendue dans les drogueries et magasins de bricolage pour les réparations domestiques. Johnson & Johnson cède les droits à la Melvin A. Anderson Company de Cleveland, Ohio, en 1950. Comme on l'utilise maintenant pour joindre et sceller les conduits en aluminium ou métal galvanisé de climatisation et de chauffage qui équipent toutes les maisons américaines (duct en anglais signifie « conduit ») son nom populaire devient « duct tape », par antonomase, dans les années 1950. En 1960, la Albert Arno Inc. de Saint-Louis, Missouri, dépose le nom « Ductape » pour un produit résistant à une chaleur de 177 à 204 °C. Le produit prend une couleur gris métallisé pour s'harmoniser à la tuyauterie.

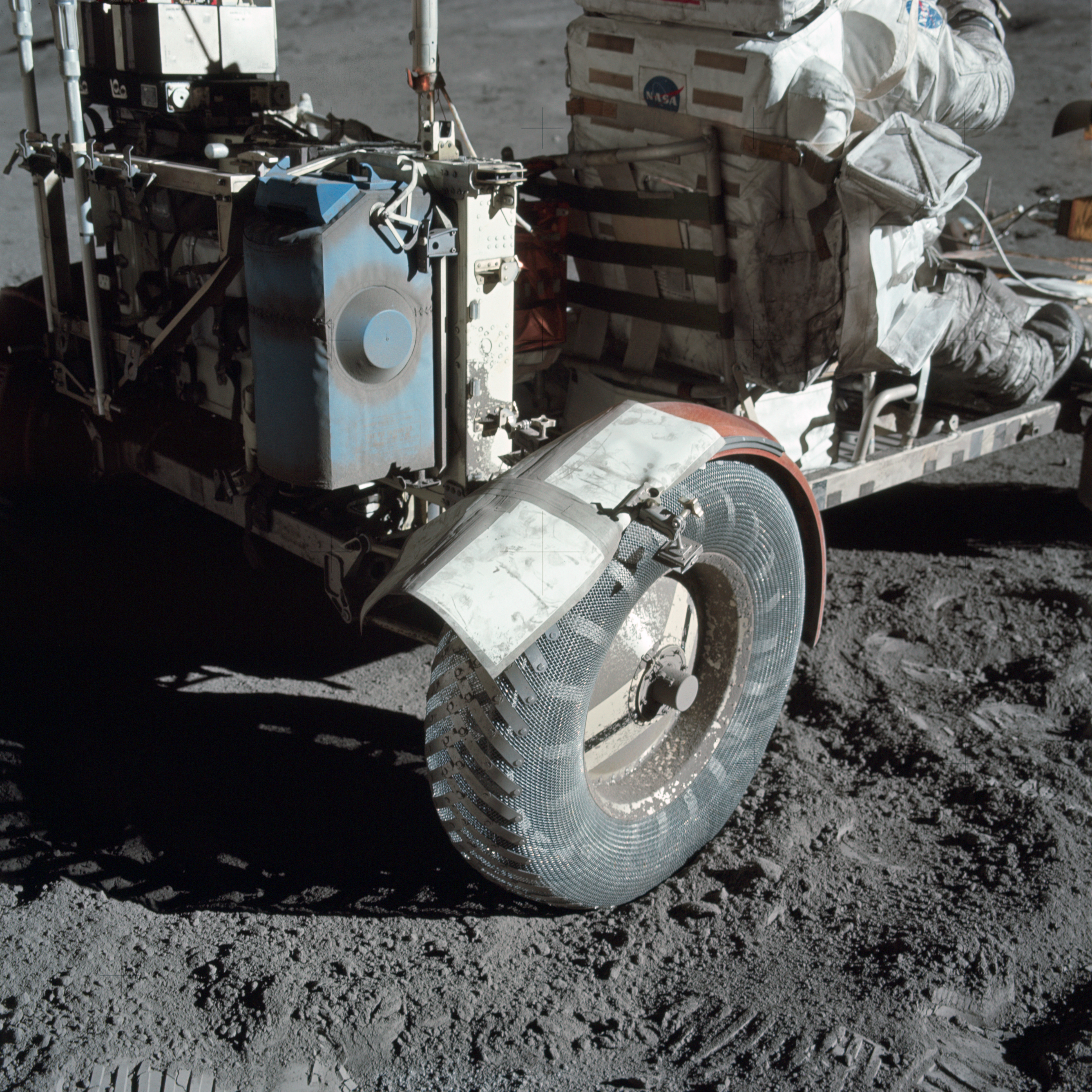
Détail de la réparation sur le Rover lunaire d'Apollo 17.

En 1970, il sauve la vie des astronautes de la mission Apollo 13 qui bricolent un épurateur à l'aide de « duct tape » pour filtrer le dioxyde de carbone de leur cabine et leur permettre de revenir sur Terre sains et saufs,. Du « duct tape » a été utilisé sur la Lune pour réparer un « pare-poussière » du Rover de l'expédition Apollo 17.
En 1971, Jack Kahl achète la Anderson Company et la renomme Manco. En 1975, il parvient à déposer la marque « Duck Tape » pour son produit qu'il commercialise avec un caneton jaune en guise de logo (« duck » signifie « canard » en anglais), lequel porte une casquette, ou des outils en ceinture. Le Duck Tape de Manco va connaitre un succès grandissant auprès du grand public, s'octroyant une part de marché de 40 % en 1979.
En 1977, 3M commercialise un « duct tape » résistant à la chaleur et à la fin des années 1990, la compagnie devient leader du secteur avec un chiffre d'affaires de 300 millions de dollars pour cette seule division. En 2004, 3M met un « duct tape » transparent sur le marché.

## Utilisation artistique
Ancré dans la culture populaire, il devient source d'inspiration et de créativité pour les artistes devenus adeptes du tape art comme Jim Lambie, Olivier Blanckart ou Gilcozar.
En 1999, l'artiste italien Maurizio Cattelan réalise l'œuvre A Perfect Day où il s’amuse à fixer au mur son galeriste Massimo de Carlo à l'aide de duct tape à Milan.
Le duct tape est l'outil de prédilection dans les enquêtes de Furudo Erika dans Umineko no naku koro ni.
C'est aussi l'outil indispensable du célèbre Angus MacGyver de la série télévisée MacGyver.

## Utilisation médicale
Le duct tape est également utilisé dans le milieu médical pour soigner les verrues. Recouvertes de cette substance adhésive, elles ne survivraient pas. Une étude menée d'octobre 2000 à juillet 2001 et publiée en 2002 a même montré un résultat significativement plus efficace que la cryothérapie (85 % de réussite, selon l'étude),.

## Télévision
L'émission de vulgarisation scientifique américaine MythBusters a utilisé le duct tape dans divers épisodes pour prouver son efficacité dans diverses tâches. Les animateurs ont par exemple démontré qu'il est possible de survivre sur une île déserte grâce au duct tape ; ils ont construit un bateau, un abri, transporté de l'eau, créé un jeu d'échecs ainsi que des vêtements pour parvenir à leurs fins.
Dans un autre de leurs tests, les animateurs ont réussi à s'échapper du Grand Canyon en utilisant du papier bulle et du duct tape en grande quantité ; ils ont fabriqué du cordage et un baudrier, un abri, des sacs, des radeaux et gilets de sauvetage, etc.
Dans l'émission The Red Green Show, comédie de 1991 à 2006 parrainée par la société 3M, Steve Smith (Red Green) l’utilisait sans arrêt dans ses projets et inventions farfelues.